# Emre Can
Emre Can (n. 12 ianuarie 1994, Frankfurt am Main, Germania) este un fotbalist german și turc, care joacă pe post de mijlocaș la Dortmund în Bundesliga. Pe plan internațional, are prezențe la națională pentru Germania Sub-21⁠(d), Germania U15⁠(d), Germania U16⁠(d), Germania U17⁠(d) și Germania U19⁠(d).

## Cariera
A început să joace fotbal în categoriile inferioare a echipei din orașul unde s-a născut, Eintracht Frankfurt.

#### FC Bayern München
Format în rândurile tineretului de la Bayern München. El și-a făcut debutul oficial în Supercupa Germaniei, pe 12 august 2012, împotriva lui Borussia Dortmund cu numărul 36, jucând 70 de minute pe postul de lateral stânga.

#### Bayer 04 Leverkusen
Pe 2 august 2013 semnează cu Bayer Leverkusen pentru 5 milioane de euro pentru a fi una dintre piesele cheie a lui Leverkusen în timpul sezonului 2013-14.

#### Liverpool FC
Pe 5 iunie 2014 este făcut oficial transferul lui Emre Can pentru FC Liverpool pentru 12 milioane de euro.

### Juventus
Pe 21 iunie 2018 a semnat contractul cu italienii, refuzând oferta celor de la Liverpool.

## Palmares

### Club
Bayern München
- Bundesliga: 2012–13
- DFB-Pokal: 2012–13
- DFL-Supercup: 2012
- UEFA Champions League: 2012–13

### Individual
- Liverpool FC Young Player of the Season: 2015–16
- UEFA Europa League Squad of the Season: 2015–16